# Art in Island
Art in Island ist ein im November 2014 eröffnetes 3D-Kunstmuseum in Quezon City auf den Philippinen. Das zweistöckige Museum im Stadtteil Cubao wurde von dem aus Südkorea stammenden Geschäftsführer Yun Jae Kyoung zusammen mit Partnern gegründet. In nur vier Monaten schufen 14 Künstler auf 3800 m² Fläche über einhundert teils deckenhohe 3D Malereien, wie man sie etwa auch aus der 3D-Straßenmalerei kennt. Im Gegensatz zu klassischen Kunstmuseen, in denen das Berühren der Exponate und teils auch das Fotografieren strikt verboten ist, können Besucher in Art in Island die Gemälde sogar begehen, sollen laut Museumsbetreiber selbst ein Teil der Kunst werden, welches diese gerne mittels Selfies festhalten. Erst Anfang 2014 hatte das amerikanische TIME Magazine Makati City und Pasig City, beides zu Metro Manila zählende Großstädte und damit Nachbarstädte von Quezon City, zu den Selfie-Hauptstädten der Welt gekürt.
Da der 3D-Effekt der Kunstwerke jeweils aus einem bestimmten Blickwinkel auftritt, ist für jedes Bild eine entsprechende Bodenmarkierung vorhanden, welche den optimalen Standpunkt zur Betrachtung des jeweiligen Gemäldes ausweist. In verschiedenen Themenbereichen können Besucher in Unterwasserwelten eintauchen, sich inmitten ägyptischer Grabungsstätten wiederfinden und ähnliches mehr. Einige der Malereien finden auch Anlehnung an reale klassische Gemälde, wie etwa Mona Lisa von Leonardo da Vinci oder Edvard Munchs Der Schrei. Um die Kunstwerke vor den Tritten der Besucher zu schützen, sind diese aufgefordert ihre Schuhe im Eingangsbereich zu deponieren. Ein Zutritt in das Museum ist nur in eigenen Socken erlaubt, oder mit am Eingangsbereich des Museums gegen eine Gebühr erhältlichen textilen Einwegschuhen, welche an Ballettschläppchen erinnern.  